# Pennes-le-Sec
Pennes-le-Sec település Franciaországban, Drôme megyében. Lakosainak száma 22 fő (2022. január 1.). Pennes-le-Sec Aucelon, Barnave, Pradelle és Rimon-et-Savel községekkel határos.

## Népesség
A település népességének változása:
| Lakosok száma | 48   | 24   | 12   | 18   | 26   | 31   | 36   | 40   | 34   | 22   |
|               | 1968 | 1982 | 1990 | 2006 | 2013 | 2015 | 2017 | 2019 | 2020 | 2022 |